# Vireó gorjagroc
El vireó gorjagroc (Vireo flavifrons) és una espècie d'ocell de la família dels vireònids (Vireonidae) que habita cria als boscos des del sud de Manitoba i sud-est del Canadà, a través de la meitat oriental dels Estats Units fins a Texas i Florida. Passa l'hivern al Carib, Amèrica Central i nord d'Amèrica del Sud.